# 金尚欣
金尚欣（韓語：김상흔，1994年7月4日—），韓國男演員。

## 影視作品

### 電視劇
| 年份   | 電視台       | 劇名                | 角色   | 備註  |
| 2025   | Coupang Play | 《新烏托邦》        | 金永萬 | [ 1 ] |
| 待公布 | 待公布       | 《愉快的孤立》 （유쾌한 왕따） | 成煥   | [ 2 ] |

### 電影
| 年份 | 劇名                    | 角色     | 備註     |
| 2019 | 《首爾，真是感謝》 （서울, 억수로고맙네） |          | 短篇電影 |
| 2021 | 《槍之舞》 （돌림총）         | 孔振宇   | 短篇電影 |
| 2024 | 《絕地逃生》            | 鄭警務員 |          |

### 音樂錄影帶
| 年份 | 歌手       | 歌曲                 | 備註 |
| 2020 | Project 32 | 《그리고 부르다》    |      |
| 2021 | Project 32 | 《안녕 그 한마디도》 |      |

## 獎項榮譽
| 年份 | 頒獎典禮                       | 獎項           | 作品       | 結果 |
| 2021 | 第15屆常綠樹數位類比世界電影節 | 男子演技獎     | 《槍之舞》 | 獲獎 |
| 2021 | 第6屆忠武路電影節              | 評審委員特別獎 | 《槍之舞》 | 獲獎 |
| 2021 | 第6屆忠武路電影節              | 觀眾票選獎     | 《槍之舞》 | 獲獎 |

## 外部連結
- 金尚欣的Instagram帳戶
- 金尚欣在NAVER上的资料
- 金尚欣在Daum上的资料
- 金尚欣在韩国电影数据库（KMDb）上的資料（韓語）
- 金尚欣在HanCinema的頁面（英文）（英文）